# Nekrolog 1609
Nekrolog
◄◄
| ◄
| 1605
| 1606
| 1607
| 1608
| 1609 | 1610 | 1611 | 1612 | 1613 | ► | ►►
Weitere Ereignisse | Allgemeiner Nekrolog 1609
Die Beschreibung der verstorbenen Person sollte so kurz wie möglich gehalten sein und nur deren signifikante Tätigkeit(en) enthalten.
Neue Namen ggf. auch unter dem Geburts- und Sterbedatum, also etwa unter 1. Januar und im Geburts- und Sterbejahr (2024) eintragen (nur bei entsprechender großer Wichtigkeit). Für Beispiele siehe die schon vorhandenen Artikel.
Außerdem über die fünf zuletzt Verstorbenen, zu denen es einen ausreichend guten Artikel für eine Präsentation auf der Hauptseite gibt, nach der todesbedingten Überarbeitung der Artikel ggf. auch unter Wikipedia Diskussion:Hauptseite informieren und sie am besten auch in den anderen Wikipedia-Sprachversionen eintragen. Tipp: Regelmäßig bei news.google.de nach „ist tot“, „gestorben“ oder „verstorben“ suchen.
Wenn eine Person gestorben ist, gibt es viele Seiten zu dieser Person in der Wikipedia, die davon auch betroffen sind und entsprechend aktualisiert werden müssen. Beispiele: Namenübersichtsseite, Geburtsjahr, Geburtsort-Seiten und viele mehr.
Wie finde ich die betroffenen Seiten?
Im Suchfeld auf der linken Seite gibt man den Suchbegriff so ein: „Vorname Nachname“. Dann klickt man auf Volltext und alle Seiten mit entsprechendem Suchtext werden aufgerufen. Hier sieht man dann schnell, wo auch das Todesjahr Sinn macht oder sogar ein Teil des Artikels angepasst werden muss. Auch hilft das „Werkzeug“ auf der linken Seite sehr gut, um solche Seiten aufzufinden: „Links auf diese Seite“. Somit ist die Wikipedia wieder aktuell in allen Bereichen! Hinweis: bei Eintragung der Kategorie „Gestorben JAHR“ wird der Missbrauchsfilter 49 ausgelöst, was jedoch nicht schlimm ist. Siehe: Spezial:Missbrauchsfilter/49
Dies ist eine Liste von im Jahr 1609 verstorbenen bekannten Persönlichkeiten. Die Einträge erfolgen innerhalb der einzelnen Daten alphabetisch sortiert. Tiere sind im Nekrolog für Tiere zu finden.

## Januar
| Tag        | Name                      | Beruf, bekannt als                                         | Alter | Beleg |
| ---------- | ------------------------- | ---------------------------------------------------------- | ----- | ----- |
| 4. Januar  | Giovanni Giacomo Gastoldi | italienischer Sänger, Kapellmeister und Komponist          |       |       |
| 8. Januar  | Fernando Niño de Guevara  | Erzbischof und Großinquisitor                              |       |       |
| 11. Januar | Orazio Maffei             | italienischer Erzbischof und Kardinal der Römischen Kirche |       |       |
| 21. Januar | Joseph Justus Scaliger    | französischer Humanist                                     | 68    |       |

## Februar
| Tag         | Name                      | Beruf, bekannt als                                                      | Alter | Beleg |
| ----------- | ------------------------- | ----------------------------------------------------------------------- | ----- | ----- |
| 3. Februar  | Ferdinando I. de’ Medici  | italienischer Kardinal (seit 1562) und Großherzog der Toskana (ab 1587) | 59    |       |
| 4. Februar  | García Hurtado de Mendoza | Gouverneur von Chile (1557–1561), Vizekönig von Peru (1588–1593)        | 73    |       |
| 10. Februar | Séraphin Olivier-Razali   | italienischer Kardinal und Titularerzbischof                            | 70    |       |

## März
| Tag      | Name                    | Beruf, bekannt als                                                                   | Alter | Beleg |
| -------- | ----------------------- | ------------------------------------------------------------------------------------ | ----- | ----- |
| 5. März  | Francesco Calzolari     | italienischer Apotheker und Botaniker                                                | 86    |       |
| 9. März  | Johann Conrad Varnbüler | deutscher Jurist und Rat                                                             |       |       |
| 16. März | Gotthard V. von Hoeveln | Bürgermeister der Hansestadt Lübeck                                                  |       |       |
| 20. März | Esaias Krüger           | deutscher lutherischer Theologe                                                      | 64    |       |
| 23. März | Michael Herrlich        | Benediktinerabt in Stift Göttweig, Österreich                                        |       |       |
| 25. März | Johann Wilhelm          | Bischof des Bistums Münster (1574–1584) und Herzog von Jülich-Kleve-Berg (1592–1609) | 46    |       |
| 29. März | Hans von Schellenberg   | deutscher Gutsbesitzer und Gelehrter                                                 | 57    |       |

## April
| Tag       | Name                 | Beruf, bekannt als                                        | Alter | Beleg |
| --------- | -------------------- | --------------------------------------------------------- | ----- | ----- |
| 4. April  | Charles de l’Écluse  | niederländischer Gelehrter, Arzt und Botaniker            | 83    |       |
| 5. April  | Henrique Dias Milão  | portugiesischer Fernhandelskaufmann                       |       |       |
| 14. April | Gasparo da Salò      | italienischer Geigenbauer                                 | 68    |       |
| 22. April | Johann Wankel        | Abt des Klosters Schlüchtern                              |       |       |
| 27. April | Guillaume de Berghes | Jurist, Philosoph sowie Bischof von Antwerpen und Cambrai |       |       |
| 28. April | Sebastian Cattaneo   | Bischof von Chiemsee                                      |       |       |

## Mai
| Tag     | Name                 | Beruf, bekannt als                                  | Alter | Beleg |
| ------- | -------------------- | --------------------------------------------------- | ----- | ----- |
| 5. Mai  | Stephan I. Illésházy | ungarischer Adliger und Palatin von Ungarn          | 68    |       |
| 15. Mai | Giovanni Croce       | italienischer Komponist und Kapellmeister           |       |       |
| 19. Mai | Jacob Lorhard        | deutscher Pädagoge und Philosoph                    | 48    |       |
| 20. Mai | Georg Rollenhagen    | deutscher Schriftsteller, Pädagoge und Prediger     | 67    |       |
| 30. Mai | Nicolaus Serarius    | lothringischer Jesuit, Exeget und Historiker        | 53    |       |
| Mai     | Dorothea Becker      | deutsche Frau, wurde im Hexenprozess freigesprochen |       |       |

## Juni
| Tag      | Name                           | Beruf, bekannt als                                                             | Alter | Beleg |
| -------- | ------------------------------ | ------------------------------------------------------------------------------ | ----- | ----- |
| 2. Juni  | Poul Cypræus                   | Jurist und Historiker                                                          | 73    |       |
| 20. Juni | Leopold IX Feer von Buttisholz | Schweizer Ratsherr, Richter, Landvogt und Tagsatzungsgesandter                 | 67    |       |
| 25. Juni | Julius d’Austria               | illegitimer Sohn Kaiser Rudolfs II.                                            |       |       |
| 26. Juni | Johann Philipp von Gebsattel   | Bischof von Bamberg                                                            | 54    |       |
| 28. Juni | Agathe                         | Gräfin von Tübingen und Gemahlin von Graf Eberhard von Hohenlohe in Waldenburg | 75    |       |

## Juli
| Tag      | Name                                | Beruf, bekannt als                                          | Alter | Beleg |
| -------- | ----------------------------------- | ----------------------------------------------------------- | ----- | ----- |
| 8. Juli  | Ludovico de Torres                  | italienischer Kardinal und Erzbischof                       | 57    |       |
| 14. Juli | Johann Eberhard Köth von Wahnscheid | Oberamtmann in Königstein                                   |       |       |
| 15. Juli | Annibale Carracci                   | italienischer Maler und Kupferstecher                       |       |       |
| 19. Juli | Nicolas Gistou                      | dänischer Komponist                                         |       |       |
| 24. Juli | Wilhelm Holder                      | württembergischer, lutherischer Theologe, Abt von Maulbronn |       |       |
| 25. Juli | Bartholomäus Keckermann             | deutscher reformierter Theologe und Philosoph               |       |       |

## August
| Tag        | Name                | Beruf, bekannt als                               | Alter | Beleg |
| ---------- | ------------------- | ------------------------------------------------ | ----- | ----- |
| 2. August  | Petrus Artomius     | polnischer Prediger und Übersetzer               | 57    |       |
| 6. August  | Friedrich Beurhaus  | deutscher Pädagoge und Philosoph                 | 72    |       |
| 7. August  | Eustache du Caurroy | französischer Komponist der Renaissance          |       |       |
| 20. August | Joseph Duchesne     | französischer Alchemist und Arzt                 |       |       |
| 24. August | Daniel Schönherr    | sächsischer Jurist und Bürgermeister von Leipzig |       |       |
| 28. August | Stefano Fabri       | italienischer Kapellmeister                      |       |       |

## September
| Tag           | Name                         | Beruf, bekannt als                                                        | Alter | Beleg |
| ------------- | ---------------------------- | ------------------------------------------------------------------------- | ----- | ----- |
| 2. September  | Ippolito Baccusi             | italienischer Komponist und Kapellmeister der Spätrenaissance             |       |       |
| 8. September  | Johannes Magirus             | deutscher Jesuit, Prediger und Kontroverstheologe                         | 49    |       |
| 8. September  | Jeremias Vietor              | lutherischer Theologe und Geistlicher                                     | 53    |       |
| 12. September | Heino von Broesigke          | deutscher Beamter, Militär, Kunstmäzen und Besitzer des Ritterguts Ketzür |       |       |
| 14. September | Balthasar Sartorius          | deutscher lutherischer Theologe                                           | 75    |       |
| 15. September | Johann Jacob Reinhardt       | deutscher Jurist und Hochschullehrer                                      |       |       |
| 17. September | Judah Löw                    | Rabbi und Talmudist; gilt als Erschaffer des Golem                        |       |       |
| 20. September | Anna Elisabeth von der Pfalz | Landgräfin von Hessen-Rheinfels, Pfalzgräfin von Lützelstein              | 60    |       |

## Oktober
| Tag         | Name                                          | Beruf, bekannt als                                                               | Alter | Beleg |
| ----------- | --------------------------------------------- | -------------------------------------------------------------------------------- | ----- | ----- |
| 1. Oktober  | Giovanni Matteo Asola                         | italienischer Kapellmeister und Komponist                                        |       |       |
| 9. Oktober  | Johannes Leonardi                             | italienischer Priester und Ordensgründer                                         |       |       |
| 15. Oktober | Joseph Heintz der Ältere                      | Schweizer Maler                                                                  |       |       |
| 16. Oktober | Dorothea Hedwig von Braunschweig-Wolfenbüttel | Prinzessin von Braunschweig-Wolfenbüttel, durch Heirat Fürstin von Anhalt-Zerbst | 22    |       |
| 16. Oktober | Leonhard Ruben                                | deutscher Ordensgeistlicher und Präsident der Bursfelder Kongregation            | 58    |       |
| 19. Oktober | Jacobus Arminius                              | niederländisch-protestantischer Theologe, Begründer des Arminianismus            | 49    |       |

## November
| Tag          | Name                                 | Beruf, bekannt als                                                       | Alter | Beleg |
| ------------ | ------------------------------------ | ------------------------------------------------------------------------ | ----- | ----- |
| 14. November | Johann Ellerborn                     | deutscher Schöffe und Bürgermeister der Freien Reichsstadt Aachen        |       |       |
| 17. November | Joachim Tancke                       | deutscher Mediziner, Poet, Astronom und Rektor der Leipziger Universität | 51    |       |
| 20. November | Heinrich Stroband                    | deutscher Jurist und Bürgermeister von Thorn                             | 61    |       |
| 23. November | Thomas Hartmann                      | deutscher evangelischer Theologe und Kirchenlieddichter                  | 60    |       |
| 26. November | John Bothwell, 1. Lord Holyroodhouse | Senator of the College of Justice und Abt von Holyrood Abbey             | 59    |       |
| November     | Eva Mulner                           | Opfer der Hexenverfolgung in Wehr                                        |       |       |

## Dezember
| Tag          | Name                       | Beruf, bekannt als                                | Alter | Beleg |
| ------------ | -------------------------- | ------------------------------------------------- | ----- | ----- |
| 4. Dezember  | Alexander Hume             | schottischer Dichter, Geistlicher und Grammatiker |       |       |
| 8. Dezember  | Bruno Beccerus             | deutscher Pädagoge und Logiker                    |       |       |
| 16. Dezember | Arild Huitfeldt            | Reichskanzler und Historiker                      | 63    |       |
| 17. Dezember | Bernolph von Gemmingen     | pfälzischer Hofbeamter und Grundherr in Bürg      |       |       |
| 25. Dezember | Oswald Croll               | deutscher Arzt, Pharmazeut und Alchemist          |       |       |
| 26. Dezember | Giovanni Battista Borghese | Gouverneur von Borgo und Kastellan der Engelsburg |       |       |
| 30. Dezember | Rudolf Reding              | Schwyzer Landammann, Gesandter und Söldnerführer  |       |       |

## Datum unbekannt
| Tag | Name                             | Beruf, bekannt als                                                 | Alter | Beleg |
| --- | -------------------------------- | ------------------------------------------------------------------ | ----- | ----- |
|     | Michael Abel                     | deutscher Humanist und neulateinischer Dichter                     |       |       |
|     | Nicholas Ball                    | irischer Politiker, Bürgermeister von Dublin                       |       |       |
|     | Barnabe Barnes                   | englischer Schriftsteller                                          |       |       |
|     | Christian Busse                  | deutscher Organist, Orgelbauer und Schulmeister                    |       |       |
|     | Matthäus Carl                    | deutscher Goldschmied und Medailleur                               |       |       |
|     | Wilhelm von Dobeneck             | kurpfälzischer Stallmeister, begütert in Wiesloch                  |       |       |
|     | Paweł Działyński                 | polnischer Adliger, Politiker, Diplomat und Botschafter            |       |       |
|     | Antonio Ferraro                  | italienischer Bildhauer und Stuckateur                             |       |       |
|     | Hans Greiner                     | Industrieller, Gründer der Glashütte in Lauscha                    |       |       |
|     | John Griffith                    | walisischer Jurist und Politiker                                   |       |       |
|     | James Hamilton, 3. Earl of Arran | schottischer Adliger                                               |       |       |
|     | Tewdore Kwelteli                 | georgischer Priester, Märtyrer und Heiliger der orthodoxen Kirche  |       |       |
|     | Ferdinando di Lasso              | deutscher Komponist der Hochrenaissance                            |       |       |
|     | Luigi Rodriguez                  | italienischer Maler des Manierismus                                |       |       |
|     | Vincent von Spreckelsen          | Hamburger Oberalter                                                |       |       |
|     | Gottfried Steegh                 | niederländischer Mediziner                                         |       |       |
|     | Melchior Stubendorff             | deutscher lutherischer Theologe und braunschweigischer Hofprediger |       |       |
|     | Giusto Utens                     | italienischer Maler flämischer Herkunft                            |       |       |
|     | Hans Vredeman de Vries           | niederländischer Renaissance-Maler                                 |       |       |
|     | Joachim von Wedel                | deutscher Gutsbesitzer und Annalist                                |       |       |
|     | Lukas Weischner                  | deutscher Buchbinder und Bibliothekar                              |       |       |
|     | Paula von Weitershausen          | Äbtissin des Frauenstiftes Frauenalb                               |       |       |
|     | Ebert Wolf der Jüngere           | deutscher Bildhauer in Bückeburg und Hildesheim                    |       |       |
|     | Federico Zuccari                 | italienischer Maler                                                |       |       |